# خوان إيمري
خوان إيمري (بالإسبانية: Juan Emery) (18 فبراير 1933 في إسبانيا - 10 مايو 2015 في إسبانيا) هو لاعب كرة قدم إسباني في مركز حراسة المرمى. لعب مع ديبورتيفو ألافيس وديبورتيفو لاكورونيا وريال خاين وريال سبورتينغ خيخون وريال يونيون وريكرياتيفو ولوغرونيس ونادي غرناطة ونادي برغش ‏.